# Saint-Sylvestre-Cappel
Saint-Sylvestre-Cappel (Tiếng Hà Lan Sint-Silvesterkappel) là một xã ở tỉnh Nord ở miền bắc nước Pháp. Xã này có diện tích 8,14 km², dân số năm 1999 là 1115 người. Khu vực này có độ cao trung bình 30 mét trên mực nước biển.